# Bahnhof Lübeck-Travemünde Hafen
Der Bahnhof Lübeck-Travemünde Hafen (auch als Hafenbahnhof bezeichnet) ist einer der insgesamt drei Stationen Travemündes neben dem Strandbahnhof und dem Haltepunkt am Skandinavienkai. Betrieblich ist Lübeck-Travemünde Hafen kein Bahnhof, sondern ebenso ein Haltepunkt.

## Geschichte
Bauherr des Bahnhofs war die Lübeck-Büchener Eisenbahn, die 1882 die Bahnstrecke vom Lübecker Hauptbahnhof zum Hafenbahnhof eröffnete. Diese wurde erst 1898 zum Strandbahnhof verlängert. 1913 entstand eine knapp fünf Kilometer lange Stichstrecke vom Hafenbahnhof nach Niendorf (Ostsee), um auch diesen Ort für Touristen leichter erreichbar zu machen. Im Zuge dessen erhielt der Hafenbahnhof, wie auch kurz vorher der Strandbahnhof, ein neu errichtetes Empfangsgebäude nach den Plänen von Fritz Klingholz. 1974 wurde die Stichstrecke nach Niendorf stillgelegt. 1996 wurde das Bahnhofsgebäude verkauft und wurde als Restaurant genutzt. 2014 bis 2017 wurde es als „Kulturbahnhof“ für Theater- und Kinoveranstaltungen genutzt. 2016 wurde es zwangsversteigert. Der neue Eigentümer sanierte große Teile des Gebäudes. 2024 steht es leer. 
2004 wurde der seit 1992 denkmalgeschützte Bahnhof modernisiert, und ein neuer Außenbahnsteig auf der Trasse des ehemaligen Gleis 1 am Bahnhofsgebäude wurde geschaffen. Dafür wurde der Mittelbahnsteig mit den Gleisen 2 und 3 aufgegeben. Auch die Gütergleise mit Freiladegleis und Rampe westlich des Empfangsgebäudes (Gleis 12 und 13), jetzt Parkplatz, und die Gleise nördlich der Bahnsteige (Gleis 4 bis 8), ebenfalls mit Rampe, sind aufgegeben und nicht mehr angeschlossen und teilweise abgebaut. Seit 2008 sind der Bahnhof und die Strecke elektrifiziert.

## Regionalverkehr
| Zuggattung               | Zuglauf | KBS |
| ------------------------ | --- | --- |
| RE 8                     | (Hamburg Hauptbahnhof an Sommerwochenenden) – Lübeck Hauptbahnhof – Lübeck-Dänischburg IKEA – Lübeck-Kücknitz – Lübeck-Travemünde Skandinavienkai – Lübeck-Travemünde Hafen – Lübeck-Travemünde Strand | 104 |
| Stand: 10. Dezember 2023 | |     |

## Sonstiges
Nordöstlich des Bahnhofes hat der Eisenbahn-Hochseefischer-Verein sein Domizil, es ist in einem Triebkopf des SVT 137 851 untergebracht.
Der ehemalige Güterschuppen wird modernisiert als Blumengeschäft genutzt (2013).